# 수뇨관

수뇨관(輸尿管, ureter) 또는 오줌관, 요관은 콩팥이 배출한 오줌을 방광까지 운반하는 관이다. 수뇨관은 신문 내부에서 시작되는데, 그곳은 상당히 넓은 방처럼 되어 있어 신반 또는 신우라고 한다.
수뇨관은 전체 길이가 약 30 cm, 직경 약 3~4 mm로, 신문을 나와 후복벽을 하행하여 방광의 아래쪽인 방광저에 도달한다. 요관도 소화관 등과 마찬가지로 가장 안쪽 층에 점막, 이어서 근육층, 가장 바깥층에 결합 조직으로 된 막이 있다.
점막은 이행 상피라고 하며, 요관과 방광에서만 볼 수 있으며, 특수한 세포 구조를 갖고 있다. 이 점막에는 소화관과 달리 세로 주름이 발달해 있다. 근육층은 소화관과 반대로 내종층과 외륜층으로 되어 있으며, 일부는 외륜층 바깥에 외종층을 볼 수 있는 곳도 있다. 오줌은 이들 근육의 적극적인 작용에 의해 방광으로 보내진다.